# Mateus Galiano da Costa
Mateus Galiano da Costa (* 19. Juni 1984 in Luanda) ist ein angolanischer Fußballspieler. Der Mittelfeldspieler spielt derzeit beim portugiesischen Club Boavista Porto, bestritt sein erstes Länderspiel am 29. April 2006 gegen Mauritius und nahm für sein Heimatland an der Fußball-Weltmeisterschaft 2006 teil.
Aufgrund seines angeblichen Einsatzes ohne einen gültigen Vertrag wurde sein damaliger Verein Gil Vicente vor Beginn der Saison 2006/07 zum Zwangsabstieg in die 2. portugiesische Liga verurteilt.
Seinen Künstlernamen "Mateus" hat Mateus Galiano da Costa angeblich vom deutschen Rekordnationalspieler Lothar Matthäus abgeleitet.